# Olof Lundström Orloff

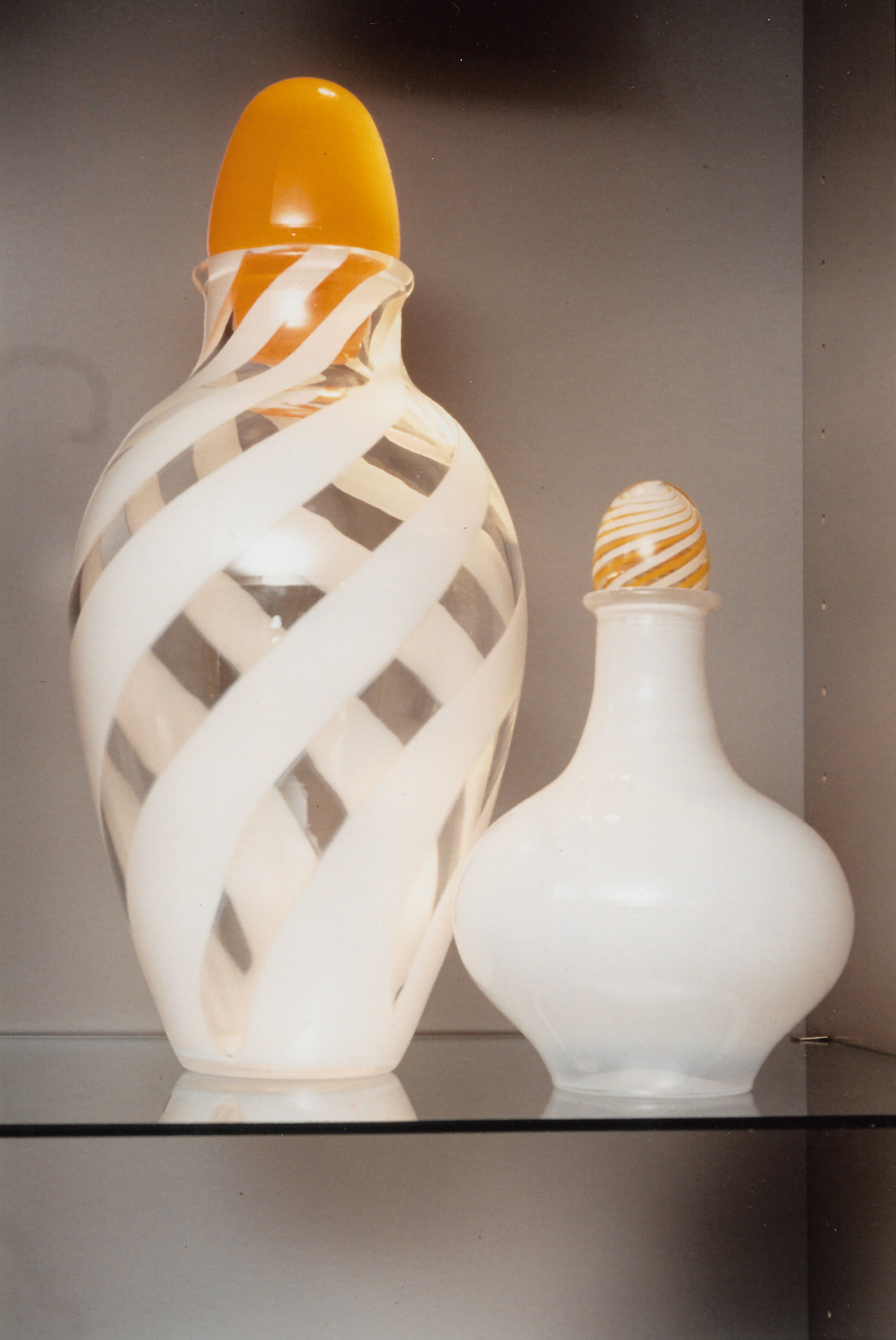
Olof Lundström Orloff urnor VIVA! Sveriges Glasmuseum

Olof Uno Ingemar Orloff, ursprungligen Lundström, född 20 januari 1938 i Engelbrekts församling i Stockholm, död 8 september 2022 i Stockholm, var en svensk skådespelare och glaskonstnär. Namnet Orloff använde han som artistnamn vid sin första konstutställning 1982, men blev också hans efternamn. Han var bosatt i Paris och Perpignan.

## Biografi
Redan tidigt visste Olof att han ville stå inför publik och att han ville uttrycka sig i färg och form. Prinsen i Snövit blev debuten som 12-åring på Vår teater i Medborgarhuset i Stockholm. Innan han antogs vid Dramatens elevskola 1961 gick Orloff ett år på Konstfack. Efter sammanlagt fem år på nationalscenen kom genombrottet som perukmakare Ström i Markurells i Wadköping på Helsingborgs stadsteater.
Från tiden med Västeråsensemblen 1967–1970 minns Olof helst Baron Tusenbach i Ernst Günthers uppsättning av Tre systrar. Under 70-talet syntes Olof Lundström Orloff på Stockholms stadsteater och Stockholms privatteatrar. Från 1981 var han tillbaka i fadershuset som medlem av Dramatens fasta ensemble - åter en klassiker bland roller: Vickberg i Hans nåds testamente.
Under den här tiden kom glaset in i Olofs liv med en första utställning 1982, många av hans glasarbeten finns numera på museum.
År 2003 spelade Olof Lundström Orloff Mephistopheles på franska i Goethes Faust i Paris. Under 14 somrar fanns Olof på Nils Poppes Fredriksdalsteatern i Helsingborg, till exempel Hjälten från Öresund 1978, med Poppe & Lundström Orloff i "tangon som gick till svensknöjeshistoria". Föreställningarna visades i TV på trettondagsafton.

## Familj
Orloff var 1961–1980 gift med Lilian Elgö. Han fick två döttrar.

## Filmografi
- 1971 – Änkeman Jarl
- 1973 – Luftburen
- 1973 – Tintin och hajsjön (röst)
- 1974 – Någonstans i Sverige (TV-serie)
- 1974 – Bakom masker
- 1976 – Röjning på teatervinden
- 1976 – Smurfarna och den förtrollade flöjten (röst)
- 1978 – Fantastiska pappa
- 1978 – Hem, ljuva hem (TV-serie)
- 1979 – Astrosmurfen (röst)
- 1980 – Marmeladupproret
- 1981 – Smurfarna och den fiffige trollkarlen (röst)
- 1981 – Det våras för Smurfan (röst)
- 1981 – Nu smurfar vi igen! (röst)
- 1982 – Pelle Svanslös på nya äventyr (röst)
- 1985 – August Strindberg: Ett liv (TV-serie)
- 1986 – Fars lille påg
- 1988 – Ta mej! Jag är din!
- 1988 – Begriper du inte att jag älskar dig?
- 1989 – AB. Dun och Bolster
- 1990 – Min syster och jag
- 1992 – Blomman från Hawaii
- 1993 – Spanska flugan
- 1994 – Bröderna Östermans huskors
- 1994 – Döda danskar räknas inte (TV-serie)
- 1998 – Mötet: Olof Orloff Lundström
- 1999 – Rederiet (TV-serie)
- 2000 – Hjälp! Jag är en fisk (röst)

## Teater

### Roller (ej komplett)
| År   | Roll                                | Produktion | Regi                           | Teater                   |
| ---- | ----------------------------------- | --- | ------------------------------ | ------------------------ |
| 1959 | En lövhög                           | En midsommarnattsdröm (A Midsummer Night's Dream) William Shakespeare                                                 | Sandro Malmquist               | Skansens friluftsteater  |
| 1959 | Vaktkaptenen                        | Mäster Olof August Strindberg                                                                                         | Sandro Malmquist               | Riksteatern              |
| 1959 | Jacques                             | Sommarlov Jacques Vilfrid                                                                                             | Gösta Terserus                 | Riksteatern              |
| 1960 | Michel                              | Älskling bedrag mig! Jean Marsan                                                                                      | Lars Hofgård                   | Munkbroteatern           |
| 1962 | Armand                              | Ungdom i fjällen (Altitude 3.200) Julien Luchaire                                                                     | Rolf Carlsten                  | Dramaten                 |
| 1963 | Bokhandlare Holmberg                | Gustav III August Strindberg                                                                                          | Bengt Ekerot                   | Dramaten                 |
| 1964 | Medverkande                         | Å vilket härligt krig (Oh, What a Lovely War!) Charles Chilton                                                        | Jackie Söderman                | Dramaten                 |
| 1964 | Florindo                            | Arlecchinos äventyr                                                                                                   | Birgit Åkesson                 | Dramaten                 |
| 1965 | En hovherre                         | Yvonne, prinsessa av Bourgogne (Iwona, księżniczka Burgunda) Witold Gombrowicz                                        | Alf Sjöberg                    | Dramaten                 |
| 1965 | Polpoch                             | Marat/Sade Peter Weiss                                                                                                | Frank Sundström                | Dramaten                 |
| 1965 | Ellis                               | Blues for Mr Charlie James Baldwin                                                                                    | Ulf Palme                      | Dramaten                 |
| 1965 | Bobin                               | Den italienska halmhatten (Un chapeau de paille d'Italie) Eugène Labiche                                              | Jackie Söderman                | Dramaten                 |
| 1966 | Pantalone                           | Pinocchio (Le avventure di Pinocchio) Carlo Collodi                                                                   | Lars-Erik Liedholm             | Dramaten                 |
| 1966 |                                     | Den tappre soldaten Svejk (Osudy dobrého vojáka Švejka za světové války) Jaroslav Hašek                               | Hans Bergström                 | Helsingborgs stadsteater |
| 1966 | Corydon                             | Aria Da Capo Edna St. Vincent Millay                                                                                  | Hans Bergström                 | Helsingborgs stadsteater |
| 1966 | Ruzzante                            | Ruzzantes återkomst (Il Parlamento de Ruzante che iera vegnú de campo) Angelo Beolco                                  | Hans Bergström                 | Helsingborgs stadsteater |
| 1966 | Pierrot                             | Harlekin och Colombina (Harlekin og Columbine, eller Klovnen som barnepike) Arne Svenneby                             | Gunnar Skar                    | Helsingborgs stadsteater |
| 1967 | Perukmakare Ström                   | Markurells i Wadköping Hjalmar Bergman                                                                                | Hans Bergström                 | Helsingborgs stadsteater |
| 1967 | Crispin                             | Skälmarnas triumf (Los intereses creados) Jacinto Benavente                                                           | Lennart Kollberg               | Helsingborgs stadsteater |
| 1967 | Ett flertal                         | A, vilken härlig fred! Hasse och Tage                                                                                 | Hans Bergström                 | Västeråsensemblen        |
| 1967 | Attachén                            | Herr Puntila och hans dräng Matti (Herr Puntila und sein Knecht Matti) Bertolt Brecht                                 | Hans Bergström                 | Västeråsensemblen        |
| 1968 | Oberon Teseus                       | En midsommarnattsdröm (A Midsummer Night's Dream) William Shakespeare                                                 | Hans Bergström                 | Västeråsensemblen        |
| 1968 | Corporalen                          | Bakåt Soldat Frej Lindqvist                                                                                           | Hans Bergström Thor Zackrisson | Västeråsensemblen        |
| 1968 | Victor                              | Victor (Victor ou les Enfants au pouvoir) Roger Vitrac                                                                | Bo Forsberg                    | Västeråsensemblen        |
| 1969 | Räven                               | Klas Klättermus (Klatremus og de andre dyrene i Hakkebakkeskogen) Thorbjörn Egner                                     | Hans Bergström                 | Västeråsensemblen        |
| 1969 | Kurt                                | Play Strindberg Friedrich Dürrenmatt                                                                                  | Bo Forsberg                    | Västeråsensemblen        |
| 1969 | Hjalmar Augustsson                  | Hemmet Kent Andersson och Bengt Bratt                                                                                 | Hans Bergström                 | Västeråsensemblen        |
| 1969 | Prins Hal                           | Henrik IV (Henry the Fourth) William Shakespeare                                                                      | Hans Bergström                 | Västeråsensemblen        |
| 1970 |                                     | Csardasfurstinnan (Die Csárdásfürstin) Emmerich Kálmán, Leo Stein och Béla Jenbach                                    | Isa Quensel                    | Oscarsteatern            |
| 1970 | Concierge                           | Spökhotellet (L'Hôtel du libre échange) Georges Feydeau                                                               | Hans Bergström                 | Västeråsensemblen        |
| 1970 | Tusenbach                           | Tre systrar (Три сeстры, Tri sestry) Anton Tjechov                                                                    | Ernst Günther                  | Västeråsensemblen        |
| 1971 | Medverkande                         | Vad är det för fel på 1933 års modell?, revy Carl Zetterström                                                         | Lars Amble                     | Scalateatern             |
| 1971 | Glumov, skojaren                    | En skojares dagbok (На всякого мудреца довольно простоты, Na vsyakogo mudretsa dovolno prostoty) Aleksandr Ostrovskij | Ernst Günther                  | Västeråsensemblen        |
| 1971 | Betjänten                           | Den farliga vänskapen (La Seconde Surprise de l’amour) Pierre de Marivaux                                             | Jonas Cornell                  | Stockholms stadsteater   |
| 1972 | Medverkande                         | Sånt folk!, revy Carl Zetterström                                                                                     | Lars Amble                     | Maximteatern             |
| 1974 | Medverkande                         | Paviljongen, revy Carl Zetterström                                                                                    | Lars Amble                     | Scalateatern             |
| 1975 | Billy Early                         | No, No, Nanette Vincent Youmans, Otto Harbach, Frank Mandel och Irving Caesar                                         | Isa Quensel                    | Oscarsteatern            |
| 1975 | Advokat Välling                     | Fars lille påg (Hurra, ein Junge) Franz Arnold och Ernst Bach                                                         | Hans Bergström                 | Fredriksdalsteatern      |
| 1975 | Jules                               | Trasiga änglar (La Cuisine des Anges) Albert Husson                                                                   | Hans Bergström                 | Maximteatern             |
| 1976 | Anselme Kommissarien                | Den girige (L'Avare ou l'École du mensonge) Molière                                                                   | Yves Bureau                    | Stockholms stadsteater   |
| 1976 | Julius Duun, fabrikör               | Oskulden från Mölle (Der Keusche Lebemann) Franz Arnold och Ernst Bach                                                | Hans Bergström                 | Fredriksdalsteatern      |
| 1976 | Mister Shanks                       | Habeas Corpus Alan Bennett                                                                                            | Hans Bergström                 | Maximteatern             |
| 1977 | Daniel Savary                       | Fantastiska pappa (Le voyage de M. Perrichon) Eugène Labiche                                                          | Hans Bergström                 | Fredriksdalsteatern      |
| 1977 | MonsieurMadame                      | Kar de Mumma-revyn | Karin Falck                    | Folkan                   |
| 1978 | Mille Mööghel, bokhandlare          | Hjälten från Öresund (Der kühne Schwimmer) Franz Arnold och Ernst Bach                                                | Hans Bergström                 | Fredriksdalsteatern      |
| 1978 | Officern                            | Lilla helgonet (Mam'zelle Nitouche) Hervé                                                                             | Hans Bergström                 | Maximteatern             |
| 1979 | Jösse, legoknekt                    | Två på häst och en på åsna (Dva na koni, jeden na oslu) Oldrich Danek                                                 | Thomas Ryberger                | Stockholms stadsteater   |
| 1979 | Hilaire Jussac                      | Can-Can Cole Porter                                                                                                   | Hans Bergström                 | Maximteatern             |
| 1980 | Joakim von Pankh, bankdirektör      | Mimmi från Möllevången (Adieu, Mimi) Ralph Benatzky, Alexander Engel och Julius Horst                                 | Hans Bergström                 | Fredriksdalsteatern      |
| 1981 | Signor Mafioso                      | Sumphönan (Kurka wodna) Tadeusz Kantor                                                                                | Katarina Sjöberg               | Dramaten                 |
| 1981 | Alexander II                        | Tsaren Arne Törnqvist                                                                                                 | Per Sjöstrand                  | Dramaten                 |
| 1982 | Stephano                            | Stormen (The Tempest) William Shakespeare                                                                             | Göran Järvefelt                | Dramaten                 |
| 1983 | Vickberg                            | Hans nåds testamente Hjalmar Bergman                                                                                  | Palle Granditsky               | Dramaten                 |
| 1984 | Oswald                              | Kung Lear (King Lear) William Shakespeare                                                                             | Ingmar Bergman                 | Dramaten                 |
| 1985 | Professor Waldemar Palm             | Fars lille påg (Hurra, ein Junge) Franz Arnold och Ernst Bach                                                         | Hans Bergström                 | Fredriksdalsteatern      |
| 1987 | Mårten                              | En underbar utsikt Christina Herrström                                                                                | Göran Graffman                 | Dramaten                 |
| 1987 | Mille Mööghel                       | Ta mig, jag är din (Der kühne Schwimmer) Franz Arnold och Ernst Bach                                                  | Hans Bergström                 | Fredriksdalsteatern      |
| 1988 | Fabrikör Julius Duun                | AB Dun och Bolster! (Der Keusche Lebemann) Franz Arnold och Ernst Bach                                                | Hans Bergström                 | Fredriksdalsteatern      |
| 1989 | William Featherstone                | Hur andra älskar (How The Other Half Loves) Alan Ayckbourn                                                            | Olof Thunberg                  | Intiman                  |
| 1989 | Skotten                             | Min syster och jag (Meine Schwester und ich) Ralph Benatzky och Robert Blum                                           | Hans Bergström                 | Fredriksdalsteatern      |
| 1991 | Lloyd Harrison, amerikansk guvernör | Blomman från Hawaii (Die Blume von Hawaii) Paul Abraham, Alfred Grünwald, Fritz Löhner-Beda och Imre Földes           | Claes Sylwander                | Fredriksdalsteatern      |
| 1992 | Ludvig Klink                        | Spanska flugan (Die spanische Fliege) Franz Arnold och Ernst Bach                                                     | Hans Bergström                 | Fredriksdalsteatern      |
| 1992 | Tschubokow                          | Dåndimpen Anton Tjechov                                                                                               | Stina Ancker                   | Riksteatern              |
| 1993 | Lars Österman                       | Bröderna Östermans huskors Oscar Wennersten                                                                           | Hans Bergström                 | Fredriksdalsteatern      |
| 1994 |                                     | Den tappre soldaten Bom Åke Cato och Mikael Neumann                                                                   | Hans Bergström                 | Fredriksdalsteatern      |
| 1994 | Herr X                              | Hjääälp the Nerd (The Nerd) Larry Shue                                                                                | Hans Bergström                 | Lorensbergsteatern       |
| 1996 |                                     | Rakt ner i fickan (Cash on Delivery) Michael Cooney                                                                   | Lars Amble                     | Maximteatern             |
| 2003 | Mephistofeles                       | Faust Johann Wolfgang von Goethe                                                                                      | Richard Leteurtre              | Thalia Théâtre, Paris    |

Mycket radioteater t.ex. Pragsymfonin; duo med Georg Funkquist, regi Christer Brosjö

## Glaskonstnär
Som glaskonstnär har han erhållit:
- 1:a pris "Aujourd'hui le Verre, Musée des Arts Décoratifs, Paris 1982.
- Formex-priset för årets bästa design, Stockholm 2000
- Prix d'excellence Marie Claire Maison, enhällig jury, Paris 2000

Som glaskonstnär är han representerad på Sveriges glasmuseum i Växjö. Han har ritat och skänkt sex ljusstakar i glas och förgylld mässing till altaret i Svenska Kyrkan i Paris.

## Bilder

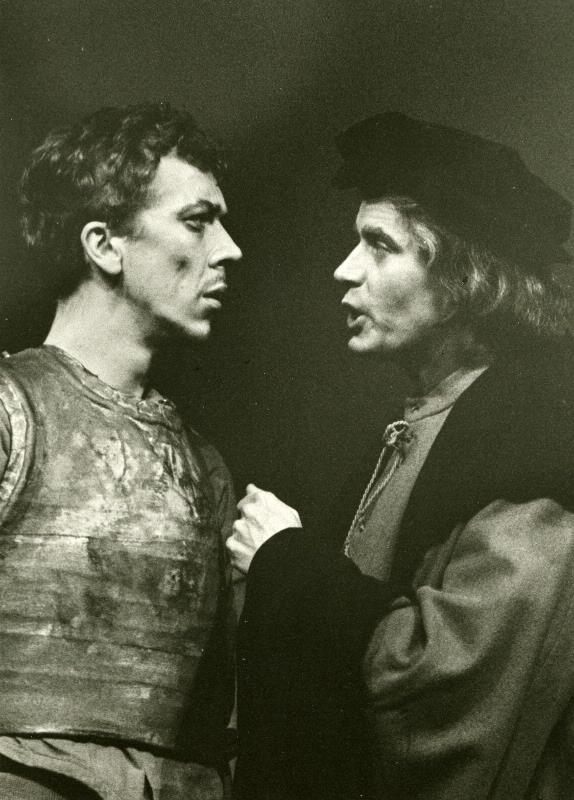
Olof Lundström Orloff och Lars Elwin i Ruzzantes återkomst; I krig skulle draga på Helsingborgs stadsteater 1966.